# YOU ARE THE WORLD
『YOU ARE THE WORLD』（ユーアーザワールド）は、2015年11月11日にYOU'LL RECORDSよりリリースされたゆるめるモ!の2ndフルアルバム。

## 概要
前作『Unforgettable Final Odyssey』がSPACE SHOWER MUSICからの発売であったため、自主製作のフルアルバムとしては初の作品である。
CD帯に記載されたキャッチコピーは「世界を壊すも許すも君次第―」。
ミニアルバム『SUImin CIty DEstroyer』、シングル「Hamidasumo!」「文学と破壊EP」からの収録曲に新曲8曲を加えた全17曲が収録されており、グループの作品としては収録時間が最長の73分49秒となった。
別バージョン、リミックス、各インストを除くと「メルヘン」「聞こえる」が未収録となっている。
新曲は、シングル「Hamidasumo!」に続き2回目となるハヤシヒロユキ(POLYSICS)に加え、Koji Nakamura(LAMA,NYANTORA,ex.SUPERCAR)、後藤まりこ（ex.ミドリ）らが楽曲提供を行っている。これまで多くの作品に収録されてきたTamptin作の楽曲は既発の「難」のみで、新曲としては収録されていない。
また、リリースを記念し特設サイトを開設、POLYSICSのハヤシ、ギターウルフのセイジ、後藤まりこ、SAKANAMONの森野光晴、アーバンギャルドの松永天馬、tricotのヒロミ・ヒロヒロ、鹿野淳、佐々木敦ら、各界のアーティストや評論家からのコメントが多数寄せられた。
アルバムタイトルには「君なしの世界は世界じゃない」「君のいる世界は素晴らしいし、君＝世界だよ」という意味が込められている。
ジャケット、アートワークはタカハシヒロユキが手掛けている。こういったジャケットであれば多彩なジャンルが収録された本作をまとめることができる、という意図で80年代感のあるサイケデリックなものが田家からオーダーされた。また、この奇抜な色合いのジャケットは田家が以前旅先で見たチベットの宗教画がイメージの元になっている。中心に金色で描かれた金色の人型は鏡のように手に取った人の姿が映るようになっている。

## 収録曲
既発楽曲の解説は当該ウィキページを参照のこと。
なお「Only You」のみ既発楽曲ではあるが本項で解説する。
1. 「モモモモモモ!世世世世世世!」
「ゆるトロ(slo-モ!)」に替わる新たなオープニング曲(「ゆるトロ2」)として製作された。田家は当初盛り上がるだけの曲を考えていたが、松坂が「サビはシリアスな方がカッコいいと思う」「ゆるトロ(slo-モ!)とは違うシリアスさがあったほうが良いのでは」と提案したサビメロが採用されている[5]。
田家の「こいつら頭おかしいんだぞ、ぶっち切ってるんだぞってことを頭から出したくて」という意向でドリルンベースが用いられた楽曲となった。
実際のライブでは、当初の構想通り「ゆるトロ(slo-モ!)」無しでこの曲からはじまるパターンのほか、「ゆるトロ(slo-モ!)」の次にこの曲が披露されるパターン、オープニング等関係なしに中盤で単独披露されるパターンなどリリース当初から様々な形で披露されている。
2. 「転がれ!!」
アイドルファンが盛り上がれる曲を、という田家のオーダーに対して松坂が提案した曲がメロディーに可能性を感じたもののアレンジが地味であり、思い切って80年代ポップスみたいにしようとa-haやヴァン・ヘイレンを参考にアレンジが変更された。
「逃げろ!!」「生きろ!!」同様「!!」がつくタイトルだが、これら3曲を手掛けた松坂曰く「続編ではなくスピンオフ的な楽曲」である。
MVが製作されており、グループ初の試みとしてエキストラを募集、抽選で選ばれたファンが撮影に参加した[6][7]。「モ！リンピック」という架空のスポーツ大会が行われるという内容で、撮影参加者には「モ！リンピック」のロゴがプリントされた非売品Tシャツが配布された。
3. 「Hamidasumo!」
2ndシングル。
4. 「1!2!かんふー!」
5. 「難」
6. 「不意打て!!」
ハヤシが「次にゆるめるモ!に提供するならこういう曲」として作成したデモをそのまま完成させた曲。
歌詞中にメンバーの名前並んでが登場する箇所があるが、2016年7月にもね・ちーぼうが卒業して以降のライブでは二人の名前の箇所を「モ！モ！」というコールに差し替えて披露している。
一度本気でレコーディングしたものをハヤシに送り、ハヤシの要望や意図に沿って細かく修正を加えるという形でレコーディングが進められた[5]。早口な曲のためレコーディングに際しメンバーは相当苦労したらしく、ようなぴは「これが限界」というものでスタジオでは一度OKをもらったものの、それを聴いたハヤシからは「もっとはっきりと」とダメ出しを受け、結果的に「奇跡の一発」的なものがOKテイクとして使われた[8]。
しふぉんとちーぼうは曲中であるモノマネに挑戦している。
7. 「眠たいCITY vs 読書日記」
8. 「波がない日」
9. 「Refresh Your Jewellery Box」
10. 「よいよい」
カウベルが使われている楽曲。Vampire Weekendのようなトロピカル・パンクを意識しており、「邦ロック好きなキッズ達が初見で暴れられる」「サークルモッシュが起きる」曲がほしいということで製作された。
お祭りっぽいメロディーに対し小林がタイトルをつけ、そこから田家とレコーディングエンジニアの意見で合いの手を入れお囃子のように仕上がったという。
リリースに先駆けてライブで披露されていた。
本作の初回出荷分の歌詞カードではこの楽曲と次曲「KAWAIIハードコア銀河」の歌詞が逆の順番で掲載されている。
11. 「KAWAIIハードコア銀河」
田家が作・編曲を単独で手掛けた初の楽曲。ギター、ベース、ドラムのみのシンプルな楽曲で、バンドメンバーのハシダカズマ(Gt)、三島想平(Ba)、高石晃太郎(Dr)による一発録りでレコーディングされた。
インストに近い「ゆるトロ(slo-モ!)」を除けば全楽曲中最も演奏時間が短い曲である。
ゆるめるモ!メンバーによるバンドで演奏されることもある。
「よいよい」同様リリース前から披露されていた。
12. 「id アイドル」
後藤まりこによる提供楽曲。リリース後にMVも製作されている。
後藤まりこからゆるめるモ!に曲を書きたいと打診があり、楽曲提供が実現した。
当初田家は「キャッチーな曲を」とオーダーしており、それに対し後藤はそのオーダーに加え「音楽がすきで、音楽におけるしがらみに傷ついてしまい、なのに辞められず、なのに忘れられず、だから嫌な事やネガティブな事は書きたくないし作りたくない」と思っていたこともあり、「アイドルちゃんにはキレイなポジティブな部分だけを歌って欲しいなあ、と。苦しんでほしくない。明るくいてほしい。」とそういった曲を提出したが、田家は後藤からの提供曲にしてはあまりにも癖が無いということで「腰にクル感じで」とオーダーの方針を変え、当初の曲をボツにしている。その後何度もやり取りを重ね、後藤がこれではダメだ、もう辞めさせてもらおうかと思ったところでOKが出たという。
内容について後藤は「ただ、諦めたくて。キレイな絶望がほしくて。でも誰かのせいでそれがゆらいでしまう。そんな歌です。」とコメントしている。
編曲は共同名義だが主にハシダが行っている。田家がフレーミング・リップスや、ブロークン・ソーシャル・シーン感、USインディーっぽさを足すようにと細かく指示したところ、スマッシング・パンプキンズっぽさも足されてきたという。
メンバーで振り付けも担当したもねは、自身が後藤のファンであったこともあり気合いを入れて振り付けの製作に臨んだという。他のメンバーはとても難しく体力を使うと語っている。
2016年7月のもね・ちーぼう卒業後のライブからメンバーがセットリストを考えるようになり、この楽曲がワンマンライブの本編ラストなどハイライト的なポジションで披露される機会が非常に多くなった。ライブでの人気も高く、2016年12月30日に行なわれたリクエスト投票によるライブでは得票数1位となっている。
13. 「夢なんて」
3rdシングルリード曲。
14. 「私へ」
自分への感謝を歌った曲。聴いた人が自分にありがとう、となればいいなという願いが込められている。
メンバーのしふぉんが特に気に入っている楽曲としてこの曲について度々言及している。アルバムリリース後しばらく収録曲の中で唯一ライブでの披露が無い状態が続いていたが、同年に行われたしふぉんの生誕イベント「ささたん！」にて、しふぉんからの非常に強い希望によりソロで初披露、以降はグループのライブでもセットリストに組み込まれるようになった。
15. 「もっとも美しいもの」
ナカコーによる初の提供楽曲。作詞を担当した小林はナカコーの曲に歌詞をつけることにプレッシャーがあったという。
SUPERCARの踊れてポップな曲(具体的には「WHITE SURF style 5.」「YUMEGIWA LAST BOY」「FAIRWAY」のような曲)をとオーダーしたところこの楽曲が上がって来たという。作品として仕上がっていたため、田家は一切手直しを指示していない。
レコーディングでは仮歌の質感を再現するのに苦労したという。試行錯誤の末、同じパートを同じメンバーが二度歌い重ねそれにディレイをかけるという形で落ち着いた。ボーカルのレコーディングはメンバー全員分で8時間にも及んだという。ナカコーから歌への直しは一切無かったが、エンジニアがミックスしたトラックに対して非常に細かい指示があったという。
ナカコーは本曲製作にあたり8時間ほどもスタジオに籠り、低音をライブハウスで鳴った時に立体に聴こえるように作り込んだという。
MVが製作されている。「夢なんて」のその後を描く続編となっており、最後に出て来たロケットが本曲のMVにも登場している。
16. 「NNN」
17. 「Only You」
本作の核となる楽曲であり、この楽曲を最後に収録することが予め決められていた楽曲。完成後、田家が待ち切れずシングル「文学と破壊EP」に先行収録されており、本作リリースにあたりMVが公開された。
演奏時間が7分半を超える、「破壊」がテーマのアグレッシブでノイジーなサイケデリック・ロック。ボアダムスとMy Bloody Valentineを元にしている。演奏メンバーは「Refresh Your Jewellery Box」の演奏参加メンバーに高石晃太郎(Dr)を加えたツインドラム構成。
田家が長い間構想を温め機会を伺っていた曲。田家が1999年のフジロックフェスティバルで観たボアダムスがあまりにも凄まじい宗教的体験であり、ずっとアイドルでボアダムスがやりたかったという。しかしいきなりやっても理解されないため温存していた。それまでの活動の中で「SWEET ESCAPE」、「たびのしたく」を発表し、タイミングが来たと感じ製作に踏み切ったという。
初収録となる「文学と破壊EP」のリリース情報解禁前からTwitterでは公式アカウントやメンバーが「頭のおかしい新曲」と度々ツイートしており、元はシングルのカップリングながら2016年現在ほとんどのライブでハイライトに披露されている。
ライブにおいては主にようなぴが曲前や曲中に「君たち一人一人が世界だ」「君たち一人一人がいなければはじまらない」とアルバムタイトル・テーマに即したMCを行うことが多い。曲の終盤には「Only You Only You」と観客と共に歌うのが恒例となっている。
作詞を手掛けた小林愛は、「Only You」というタイトルには名曲が多いため、この楽曲も名曲にしなければと気合いを入れて製作に望んだという。「破壊」がテーマだが、「破壊するだけ破壊して、じゃあそのあとはどうするのか」という問題提起も歌詞中には盛り込まれている。
全編に渡ってフィードバック・ノイズが組み込まれている。レコーディングに参加した箱庭の室内楽メンバーの上野翔(Gt)がフィードバック・ノイズ・マニアであり、上野の提案により最終的には全編に渡りノイズの要素が付加された。ライブではノイズバンド・非常階段のJOJO広重が参加することもある。

## 収録内容
| #         | タイトル                       | 作詞                      | 作曲                        | 編曲                        | 時間  |
| --------- | ------------------------------ | ------------------------- | --------------------------- | --------------------------- | ----- |
| 1.        | 「モモモモモモ!世世世世世世!」 | 小林愛 (miami)            | 田家大知、松坂康司          | 松坂康司                    | 3:22  |
| 2.        | 「転がれ!!」                   | 小林愛 (miami)            | 松坂康司                    | 松坂康司                    | 5:18  |
| 3.        | 「Hamidasumo!」                | ハヤシヒロユキ (POLYSICS) | ハヤシヒロユキ (POLYSICS)   | ハヤシヒロユキ (POLYSICS)   | 4:13  |
| 4.        | 「1!2!かんふー!」              | 田家大知、小林愛 (miami)  | 田家大知、松坂康司          | 松坂康司                    | 4:24  |
| 5.        | 「難」                         | 小林愛 (miami)            | Tamptin                     | Tamptin                     | 3:36  |
| 6.        | 「不意打て!!」                 | ハヤシヒロユキ (POLYSICS) | ハヤシヒロユキ (POLYSICS)   | ハヤシヒロユキ (POLYSICS)   | 3:23  |
| 7.        | 「眠たいCITY vs 読書日記」     | 小林愛 (miami)            | マモル (nhhmbase)           | マモル (nhhmbase)           | 4:23  |
| 8.        | 「波がない日」                 | 小林愛 (miami)            | 大星徹                      | 大星徹                      | 4:14  |
| 9.        | 「Refresh Your Jewellery Box」 | 小林愛 (miami)            | HALIFANIE                   | ゆるめるモ!バックバンド     | 3:29  |
| 10.       | 「よいよい」                   | 小林愛 (miami)            | ハシダカズマ (箱庭の室内楽) | ハシダカズマ (箱庭の室内楽) | 3:49  |
| 11.       | 「KAWAIIハードコア銀河」       | 小林愛 (miami)            | 田家大知                    | 田家大知                    | 2:00  |
| 12.       | 「id アイドル」                | 後藤まりこ                | 後藤まりこ                  | ハシダカズマ (箱庭の室内楽) | 4:40  |
| 13.       | 「夢なんて」                   | ミドリカワ書房            | ミドリカワ書房              | ハシダカズマ (箱庭の室内楽) | 3:52  |
| 14.       | 「私へ」                       | 小林愛 (miami)            | 大星徹                      | 大星徹                      | 5:30  |
| 15.       | 「もっとも美しいもの」         | 小林愛 (miami)            | Koji Nakamura               | Koji Nakamura               | 3:39  |
| 16.       | 「NNN」                        | 小林愛 (miami)            | ハシダカズマ (箱庭の室内楽) | ハシダカズマ (箱庭の室内楽) | 6:11  |
| 17.       | 「Only You」                   | 小林愛 (miami)            | ハシダカズマ (箱庭の室内楽) | ハシダカズマ (箱庭の室内楽) | 7:42  |
| 合計時間: | 合計時間:                      | 合計時間:                 | 合計時間:                   | 合計時間:                   | 73:45 |